# Турач Шлегеля
Тура́ч Шлегеля (Campocolinus schlegelii) — вид куроподібних птахів родини фазанових (Phasianidae). Мешкає на півночі Центральної Африки. Вид названий на честь німецького орнітолога Германа Шлегеля.

## Опис
Довжина птаха становить 21-24 см, самці важать 250 г, самиці 220 г. Тім'я сірувато-коричневе, поцятковане рудувато-коричневими плямами, решта голови охриста. Верхня частина тіла рудувато-коричнева, легко поцяткована темними смугами, пера на ній мають темні стрижні. Нижня частина тіла біла, поцяткована чорними смугами, боки поцятковані рудувато-коричневими плямами. Хвіст рудувато-коричневий, легко поцяткований чорними смугами. Підборіддя і горло світло-охристі. Дзьоб чорний, біля основи жовтий. Лапи жовті, у самців на лапах є шпори. Самиці є дещо меншими за самців, нижня частина тіла у них менш смугаста, на коричневій спині менше білих плям.

## Поширення і екологія
Турачі Шлегеля мешкають в Камеруні, Центральноафриканській Республіці, Чаді і Південному Судані. Вони живуть у високотравних саванах, де ростуть дерева Isoberlinia doka і трави Andropogon. Живляться комахами, насінням трав і листям Isoberlinia doka. Сезон розмноження триває з вересня по листопад. Гніздяться на землі, в кладці від 2 до 5 яєць.